# Elecciones al Consejo General de Arán de 2007
Las elecciones para renovar el Consejo General de Arán, formado por 13 consejeros generales, que eliguen al Síndico de Arán, se celebraron el 27 de mayo de 2007, coincidiendo con las elecciones municipales.

## Candidaturas
A continuación se listan las candidaturas que se presentaron a las elecciones:
| Candidatura | Candidatura                                                          | Integrantes                                                                                | Candidato a síndico         | Tersón del candidato |
| ----------- | -------------------------------------------------------------------- | ------------------------------------------------------------------------------------------ | --------------------------- | -------------------- |
|             | Unitat d'Aran-Progrés Municipal-Partit dels Socialistes de Catalunya | Lista Unitat d'Aran (UA) Progrés Municipal (PM) Partit dels Socialistes de Catalunya (PSC) | Francés Boya Alòs           | Quate Lòcs           |
|             | Convergència Democràtica Aranesa                                     | Lista Convergència Democràtica Aranesa (CDA)                                               | Carlos Barrera Sánchez      | Castièro             |
|             | Partido Popular                                                      | Lista Partido Popular (PP)                                                                 |                             |                      |
|             | Partit Renovador Arties-Garòs                                        | ListaPartit Renovador Arties-Garòs (PRAG)                                                  | José Antonio Bruna Vilanova | Arties e Garòs       |

## Resultados
Resultados de las elecciones de 2007 de acuerdo con los datos proporcionados por la Generalidad de Cataluña:
|  | 46,13 % |

|  | 42,60 % |

|  | 4,72 % |

|  | 3,78 % |

|  | 99,60 % |

|  | 0,40 % |

|  | 2,76 % |

|  | 72,02 % |

|  | 27,98 % |

## Resultados por Tersón
| Tersón           | Unitat d'Aran | Convergència Democràtica Aranesa | Partido Popular | PRAG | Total consejeros |
| ---------------- | ------------- | -------------------------------- | --------------- | ---- | ---------------- |
| Arties e Garòs   |               | 1                                |                 | 1    | 2                |
| Castièro         | 2             | 2                                | 0               |      | 4                |
| Irissa           | 0             | 1                                |                 |      | 1                |
| Marcatosa        | 1             | 0                                |                 |      | 1                |
| Pujòlo           | 1             | 1                                |                 |      | 2                |
| Quate Lòcs       | 2             | 1                                | 0               |      | 3                |
| Total consejeros | 6             | 6                                | 0               | 1    | 13               |

### Arties e Garòs
|  | 48 % |

|  | 47,20 % |

|  | 99,73 % |

|  | 0,27 % |

|  | 4,79 % |

|  | 79,32 % |

|  | 20,68 % |

### Castièro
|  | 46,87 % |

|  | 42,90 % |

|  | 8,55 % |

|  | 99,44 % |

|  | 0,56 % |

|  | 1,67 % |

|  | 66,20 % |

|  | 33,80 % |

### Irissa
|  | 50,63 % |

|  | 46,25 % |

|  | 100 % |

|  | 0 % |

|  | 3,13 % |

|  | 79,60 % |

|  | 20,40 % |

### Marcatosa
|  | 49,71 % |

|  | 47,14 % |

|  | 99,72 % |

|  | 0,28 % |

|  | 3,13 % |

|  | 79,59 % |

|  | 20,41 % |

### Pujòlo
|  | 47,19 % |

|  | 44,83 % |

|  | 99,64 % |

|  | 0,36 % |

|  | 7,96 % |

|  | 68,61 % |

|  | 31,39 % |

### Quate Lòcs
|  | 58,80 % |

|  | 35,13 % |

|  | 4,73 % |

|  | 99,67 % |

|  | 0,33 % |

|  | 1,32 % |

|  | 78,70 % |

|  | 21,30 % |